# Nippon-Kobo

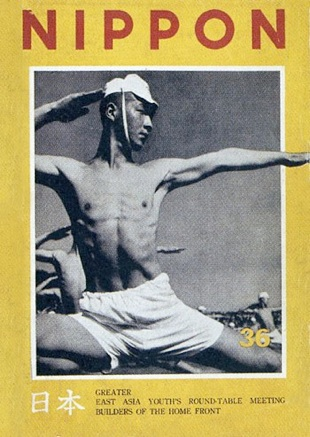
Nippon, numéro 36.

Nippon-Kobo est une agence photographique japonaise fondée en 1933 par Ihei Kimura, Yōnosuke Natori, Hiromu Hara, Sōzō Okada et Nobuo Ina.

## Historique
Cette agence dévouée au photojournalisme organisait des expositions dont la première a lieu en 1933. Des dissensions apparaissent rapidement et en mai 1934 Kimura et Hara quittent le groupe pour fonder Chūō Kōbō (« Atelier central »). Sous l'impulsion de Natori et de sa femme d'origine allemande Erna Mecklenburg, le Nippon-Kobo se restructure et créé un magazine — le Nippon — dont la fonction est de donner une image positive du Japon à l'étranger,. Des graphistes innovants comme Ayao Yamana ou Takashi Kōno rejoignent l'agence et contribuent à donner au magazine son identité. Ils sont rejoints par Yusaku Kamekura en 1937 qui devient directeur artistique du magazine. Ce magazine de propagande très avant-gardiste utilise notamment des superpositions de photos réalistes, d'éléments graphiques et de typographie. Ses thèmes principaux sont l'artisanat japonais et les femmes japonaises. Le magazine est renommé Kokusai Hodo Kogei («Technologie de Presse Internationale») et déménage à Shanghai où il a toute son aise pour servir la propagande militaire japonaise. Le Nippon-Kobo est dissout après-guerre, faisant suite à la disparition du militarisme japonais qui rendait de fait son action caduque.
Le Nippon a eu un impact déterminant sur le graphisme japonais. C'est en effet à travers ce magazine que se cristallisent les apports du graphisme moderne et notamment du constructivisme russe. De plus, nombre de ses membres jouent un rôle de premier plan dans le graphisme japonais d'après-guerre en particulier lors des Jeux olympiques de Tokyo de 1964, qui marquent par leur graphisme moderne et l'emploi d'une identité graphique aisément déclinable.

## Membres passés ou présents
- Ken Domon